# Observatorio de Roma

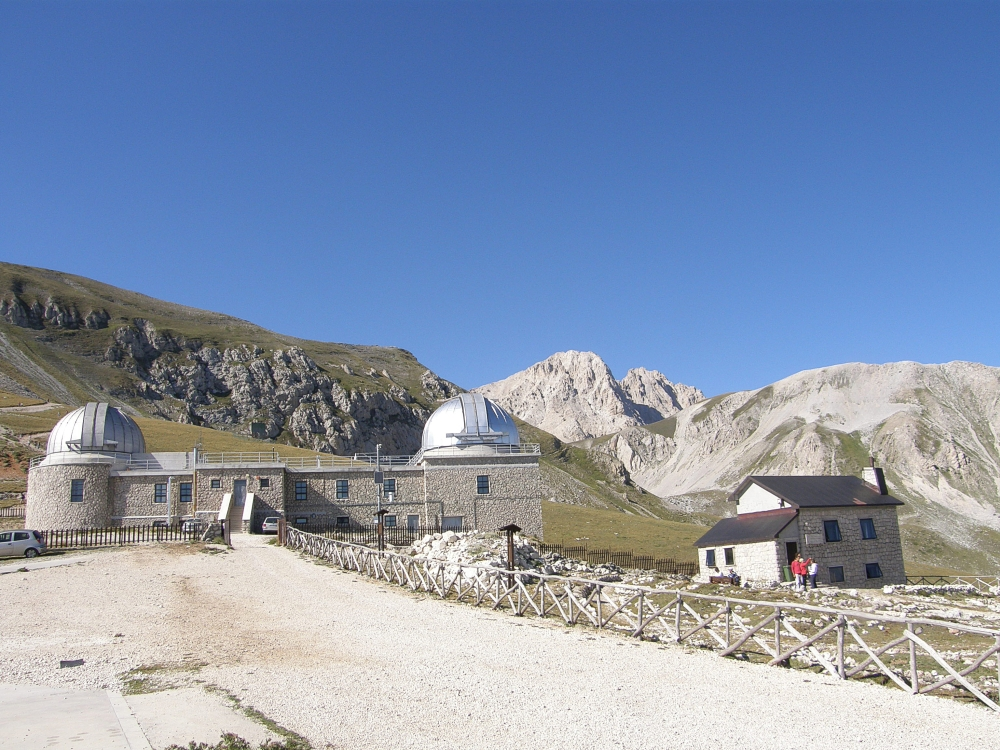
Observatorio de Campo Imperatore, Gran Sasso

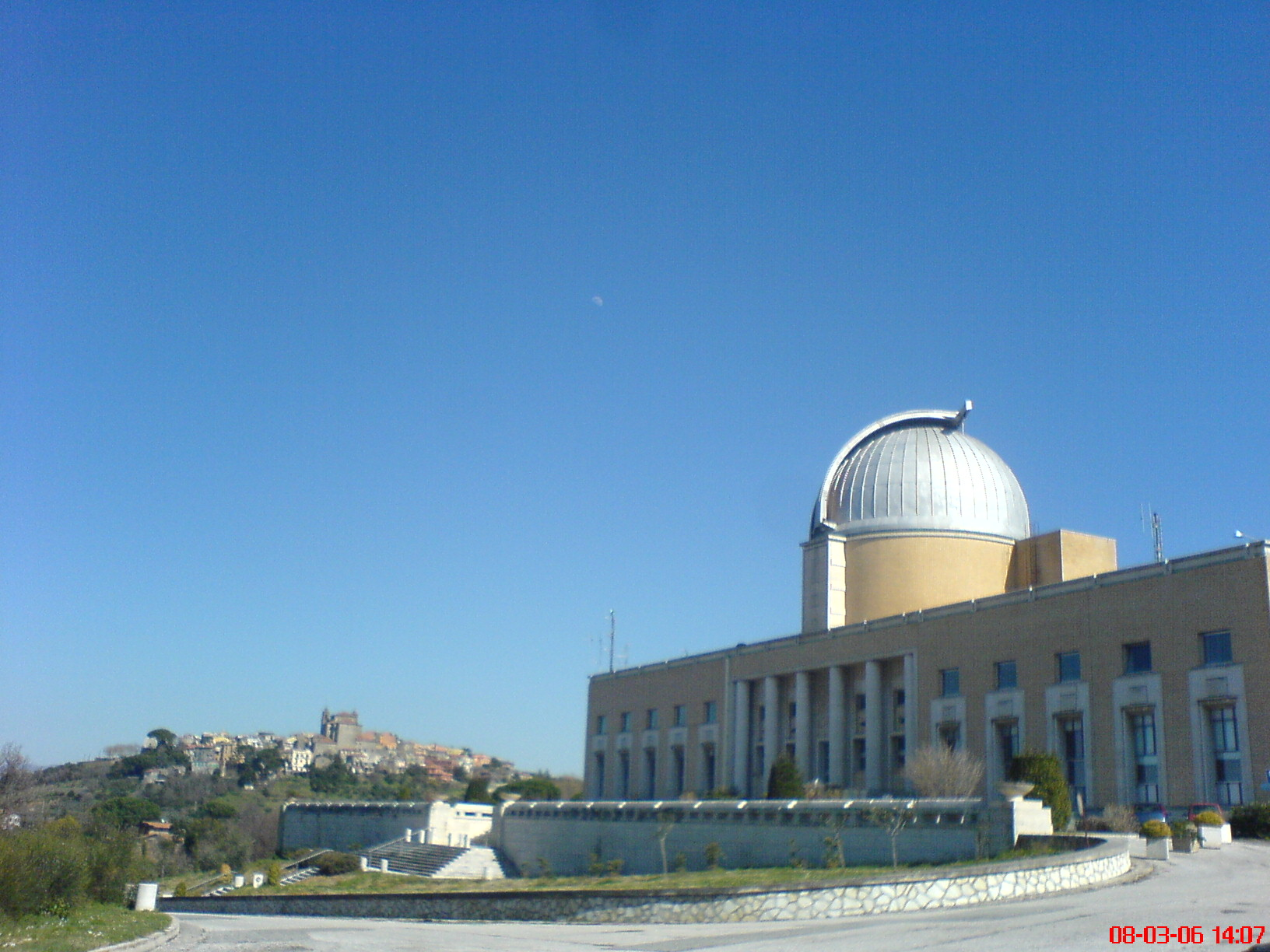
Observatorio de Roma. Sede de Monte Porzio Catone.

El Observatorio de Roma (en italiano: Osservatorio Astronomico di Roma) es un observatorio astronómico de Italia que cuenta con tres sedes: Monte Mario en la ciudad de Roma, en la localidad de Monte Porzio Catone en la Provincia de Roma y en Campo Imperatore en la Provincia de L'Aquila.

## Sede de Monte Mario
41°55′21″N 12°27′9″E / 41.92250, 12.45250
El Observatorio astronómico de Roma fue fundado en esta localización en 1938. Actualmente es la sede central del observatorio y lo ocupa también la Presidencia y la Administración del Instituto Nacional de Astrofísica italiano, INAF.
En las instalaciones se encuentra el Museo Copernicano, que contiene una importante colección de instrumentos astronómicos, esferas armilares y globos celestes y terrestres. También se incluye entre las instalaciones una Torre Solar, recientemente restaurada, también dedicada a tareas formativas y divulgativas.
Figura en la Lista de Códigos de Observatorios del Minor Planet Center con el código 034.

## Sede de Campo Imperatore
42°26′39″N 13°33′29″E / 42.4442, 13.5581
El observatorio de esta sede está situado en la meseta de Campo Imperatore, en los Montes Apeninos a 2150 metros sobre el nivel del mar, a los pies del Gran Sasso d'Italia y a 100 km de Roma. Fue construido entre 1948 y 1955, comenzando a funcionar en 1958. Desde ese año está equipado con un telescopio Schmidt de 60/90 cm de distancia focal f/3. En 1997 fue ampliado con una segunda cúpula que alberga un telescopio para observaciones en el infrarrojo de 1,1 metros de diámetro. Esta ampliación se debió a un convenio de colaboración con los observatorios de Teramo y Pulkovo.
Desde 2001 a 2005 se llevó a cabo en este observatorio el proyecto de búsqueda sistemática de asteroides, Campo Imperatore Near-Earth Object Survey, más conocido por su acrónimo CINEOS. El Observatorio de Campo Imperatore-CINEOS figura en la Lista de Códigos de Observatorios del Minor Planet Center con el código 599. y es responsable del descubrimiento de más de 700 asteroides.

## Sede de Monte Porzio Catone
41°48′43″N 12°42′19″E / 41.811869, 12.705334
El observatorio está situado en la localidad de Monte Porzio Catone, a una distancia de 20 km de Roma. Comenzado a construir en 1939 con el objetivo de albergar un gran telescopio refractor que complementase al existente en la sede de Monte Mario, el estallido de la Segunda Guerra Mundial impidió que el proyecto siguiese su curso y el edificio no fue terminado hasta 1965. De estilo racionalista está construido sobre una villa romana del siglo I. Actualmente alberga programas, exposiciones y un telescopio con fines educativos y divulgativos destinados a universidades, escuelas y asociaciones.